# Cranaus injucundus
Cranaus injucundus is een hooiwagen uit de familie Cranaidae.